# Symbole d'un opérateur différentiel
En mathématiques, le symbole d'un opérateur différentiel est le polynôme obtenu à partir d'un opérateur différentiel linéaire en remplaçant, grosso modo, chaque dérivée partielle par une indéterminée. Le symbole d'un opérateur différentiel a d'importantes applications en analyse de Fourier puisqu'il représente l'effet de l'opérateur sur le spectre d'une fonction. Pris en sens inverse, ce lien conduit à une notion plus générale d'opérateur pseudo-différentiel. 
Le terme de plus haut degré du symbole, appelé symbole principal, contrôle presque complètement le comportement qualitatif des solutions de l'équation aux dérivées partielles linéaire correspondante à l'opérateur différentiel. Les équations aux dérivées partielles elliptiques peuvent être caractérisées comme celles dont le symbole principal correspondant ne s'annule jamais. Dans l'étude des équation aux dérivées partielles hyperboliques, les zéros du symbole principal correspondent aux caractéristiques de l'équation. 
La notion d'opérateur différentiel s'étend au cadre des variétés, mais les coefficients sont modifiés lors des changements de cartes. On arrive cependant à définir le symbole principal sous forme d'un tenseur symétrique, ce qui permet de retrouver les concepts d'opérateur pseudo-différentiels, d'opérateur elliptique...

## Définition
Soit P un opérateur différentiel linéaire d'ordre k dans Rd.  Alors P est un polynôme par rapport à la dérivation D, qui peut s'écrire à l'aide de multi-indices sous la forme
{\displaystyle P=p(x,D)=\sum _{|\alpha |\leq k}a_{\alpha }(x)D^{\alpha }.}
Le symbole de P est le polynôme p défini par
{\displaystyle p(x,\xi )=\sum _{|\alpha |\leq k}a_{\alpha }(x)\xi ^{\alpha }.}
Le symbole principal est la partie de plus haut degré de p notée σP et définie par
{\displaystyle \sigma _{P}(\xi )=\sum _{|\alpha |=k}a_{\alpha }\xi ^{\alpha }.}
Le symbole de P apparait naturellement en lien avec la transformée de Fourier. Soit f une fonction appartenant à l'espace de Schwartz. Alors, par la formule d'inversion de Fourier,
{\displaystyle Pf(x)={\frac {1}{(2\pi )^{d}}}\int _{\mathbf {R} ^{d}}e^{ix\cdot \xi }p(x,i\xi ){\hat {f}}(\xi )\,d\xi .}
Cela montre que P peut se voir comme un multiplicateur de Fourier. Ce genre de considérations est à la base de la notion d'opérateurs pseudo-différentiels.